# Konradini
Konradini (nemško Konradiner) so bili v 8. do 11. stoletju dinastija frankovskih grofov in vojvod, poimenovana po vojvodi Konradu Starejšem in njegovem sinu, nemškem kralju Konradu I.

## Zgodovina
Družina se prvič omenja leta 832 z grofom Gebhardom iz Spodnjega Lahna. Njegovi sinovi so leta 861 omenjeni kot propinqui (bližnji sorodniki) senešala Adalarda, ki je služil kralju Ludviku Pobožnemu. Vzpon klana Konradinov se je začel z Odo, ženo cesarja Arnulfa Koroškega, ki je bila iz njihove družine. Konrad starejši je bil zaradi družinske zveze s cesarjem pogosto imenovan cesarjev nepos (nečak). On in njegovi bratje so bili očitno Arnulfovi najmočnejši in najzanesljivejši podporniki v sporih z babenberškimi grofi. Arnulf jih je nagradil tako, da jim je pomagal pridobiti ozemlja zunaj njihove prvotne domene v Hessnu, to je v Turingiji in frankovskih pokrajinah ob reki Majni. 
Po Arnulfovi smrti so Konradini postali edini krvni sorodniki novega kralja Ludvika Otroka in s tem prevladujoča družina v kraljestvu. Konradov brat Gebhard je leta 903 postal vojvoda Lorene. Leta 906 sta Konrad starejši in njegov sin Konrad mlajši v bitki pri Fritzlarju odločilno premagala rivalske grofe Babenberžane in s tem dosegla prevlado v Frankovski. Konrad starejši je v bitki umrl, njegov sin pa je postal frankovski vojvoda. 
Pet let pozneje, po smrti zadnjega Karolinga, ki je nosil krono Vzhodne Frankovske leta 911, je bil Konrad izvoljen za kralja namesto zahodnofrankovskega (in karolinškega) kralja Karla Preprostega in vladal kot Konrad I. Z njim se je končala vladavina Karolingov v Vzhodni Frankovski. 
Konrad I. ni imel otrok. Ker zaradi trdovratnega odpora švabskih, bavarskih in lorenskih vojvod ni uspel zagotoviti enotnosti in reda v cesarstvu, je na smrtni postelji decembra 918 prepričal svojega brata Eberharda, mejnega grofa in pozneje frankovskega vojvodo, da se je odrekel kroni in frankovskim plemičem priporočil, naj za kralja izvolijo močnega saškega vojvodo Henrika Ptičarja (Henrik I. Nemški). S Henrikom I. je želel zagotovili enotnost nemških plemen in ohraniti cesarstvo. Eberhard je spoštoval bratovo željo in Henrik je bil leta 919 na zboru v Fitzlarju izvoljen za vzhodnofrankovskega kralja. 
Konradini so po Henrikovi izvolitvi ponovno pridobili status lokalnih vojvod. Konradov brat Eberhard, novi frankovski vojvoda, je ostal zvest novemu saškemu kralju Henriku in je za nekaj časa (926-928) celo vladal v nemirni vojvodini Loreni, da bi tam vzpostavil red. Ko je kralj in cesar postal  Henrikov sin Oton I. Veliki, se je Eberhard nespametno pridružil Arnulfu Bavarskemu in Thankmarju, Henrikovemu sinu iz prvega zakona. Njun upor se je končal s porazom in Eberhardovo smrtjo v bitki pri Andernachu leta 939, izgubo družine in frankovske vojvodine. 
Leta 982 je družina začasno ponovno pridobila vojvodino Švabsko, ki jo je podedovala leta 926, a nato spet izgubila. Obdržala jo je le do leta 1012. Leta 1036 je umrl zadnji grof Konradin in družina po moški liniji je izumrla.

## Vir
- Reuter, Timothy (prev.) The Annals of Fulda. (Manchester Medieval series, Ninth-Century Histories, Volume II.) Manchester: Manchester University Press, 1992.